# Kamerun i olympiska vinterspelen 2002
Kamerun deltog i olympiska vinterspelen 2002. Kameruns trupp bestod av Isaac Menyoli, 29 år och 197 dagar, han deltog i längdskidåkning.

## Resultat

### Längdskidåkning
- Sprint herrar
  - Isaac Menyoli - 65
- 10+10 km herrar
  - Isaac Menyoli - 80